# مرغ درختزار نیوبریتین
مرغ درختزار نیوبریتین (نام علمی: Megalurulus grosvenori) نام یک گونه از سرده مرغ‌های درختزار است.